# Noa Kirel
Noa Kirel (Hebreu: נועה קירל, Ra'anana, 10 d'abril del 2001) és una cantant israeliana. Els seus pares són d'origen asquenazy i sefardita.
El seu nom Noya es va canviar en Noa quan tenia tres mesos, per consell d'un rabí.
El juny del 2020 va firmar un contracte a la discogràfica estatunidenca Atlantic Records, on Bruno Mars, Coldplay i Ed Sheeran també tenen el contracte i va significar el tracte més gran i extens d'un artista israelià que mai s'havia fet. El seu primer senzill Million Dollar que va ser publicat al Youtube va ser mirat més d'1,1 milions de vegades en la primera setmana.
A partir del 2020 Kirel forma part de les Forces de Defensa d'Israel i l'Orquestra de les Forces de Defensa d'Israel.
El 10 d'agost del 2022, Kirel va ser la primera artista que va publicar que representarà el seu país en el Festival de la Cançó d'Eurovisió 2023, que se celebrarà a la ciutat britànica de Liverpool.